# Medalha de Jorge
A Medalha de Jorge (MJ) (em inglês: George Medal) é a segunda condecoração civil mais alta do Reino Unido e Commonwealth.
A MJ foi criada em 24 de Setembro de 1940 pelo rei Jorge VI. Neste período, no auge do Blitz, havia uma forte vontade de reconhecer os actos de coragem dos civis. As condecorações existentes, para os civis, não estavam à altura da nova situação, e assim foi decidido que a Medalha de Jorge, e a Cruz de Jorge (CJ), fossem criadas para homenagear tanto a bravura civil na presença do inimigo, como outros actos de coragem.
Ao anunciar a nova condecoração, o rei afirmou: Por forma a que sejam digna e prontamente reconhecidos, decidi criar, de uma só vez, uma nova honraria para as mulheres e homens, em todas as esferas da vida civil. Proponho-me dar o meu nome a esta nova distinção, que consistirá na Cruz de Jorge, que ficará imediatamente abaixo da Cruz Vitória, e na Medalha de Jorge para maior abrangência.
O Diploma da MJ, e da CJ, datado de 24 de Janeiro de 1941, foi publicado no London Gazette em 31 de Janeiro de 1941.
A medalha é concedida em reconhecimento de "actos de grande bravura." Quando foi criada, a MJ não era atribuída a título póstumo; no entanto, uma emenda ao Diploma foi feita em 1977 para poder ser concedida.
A medalha é uma condecoração civil, mas pode ser concedida a militares por valentia, mas fora da presença do inimigo.

## Descrição da medalha
- A MJ é um circulo de metal. A face mostra a efígie coroada do monarca reinante e uma inscrição.
- O reverso mostra São Jorge montado a cavalo a combater um dragão na costa da Inglaterra, com a inscrição "THE GEORGE MEDAL" (A Medalha de Jorge), no topo da medalha.
- A fita é vermelha com cinco listas azuis. A cor azul tem origem na fita da Cruz de Jorge.

| MJ | MJ e barra |